# Бутузов Олександр Глібович
Олекса́ндр Глі́бович Буту́зов (нар. 25 червня 1941, Херсон) — український поет.

## Життєпис
Олександр Бутузов народився у м. Херсоні 25 червня 1941 року. Закінчив Кримський медичний інститут. Працює лікарем-психотерапевтом в м. Херсоні. 
Автор збірок поезій «Калитка дня» (російською мовою), «Птах передбачень», «Срібне сонце», «Скляний скрипаль», «Мистецтво самоти», «Сезон жоржин».

## Доробок
- Дивина буття: вибрані вірші / Олександр Бутузов. Херсон: Айлант, 2009. 116 с.
- Заблудившийся ангел: лирика / Александр Бутузов. Херсон: Айлант, 2009. 72 с.
- Свет вечерний: стихотворения / Александр Бутузов. Херсон: Айлант, 2009. 64 с.
- Осенняя скрипка: избр. стихотворения / Александр Бутузов. Херсон: Айлант, 2013. 135 с.
- Панна Осінь: вибр. вірші / Олександр Бутузов. Херсон: Айлант, 2013. 107 с.
- Секреты тишины: стихотворения / Александр Бутузов; авт. предисл. Г. Бутузов. Херсон: Айлант, 2014. 247 с.